# Браницька Олександра Василівна
Олекса́ндра Васи́лівна Брани́цька (до шлюбу Енгельга́рдт; рос. Александра Васильевна Браницкая; 1754 — 15 (27) вересня 1838, Біла Церква, нині Київська область, Україна) — графиня, обер-гофмейстрина. Тітка поміщика Тараса Шевченка Павла Енгельгардта. Племінниця князя Григорія Потьомкіна. Дружина великого гетьмана коронного Королівства Польського Францішека Ксаверія Браницького.

## Біографія

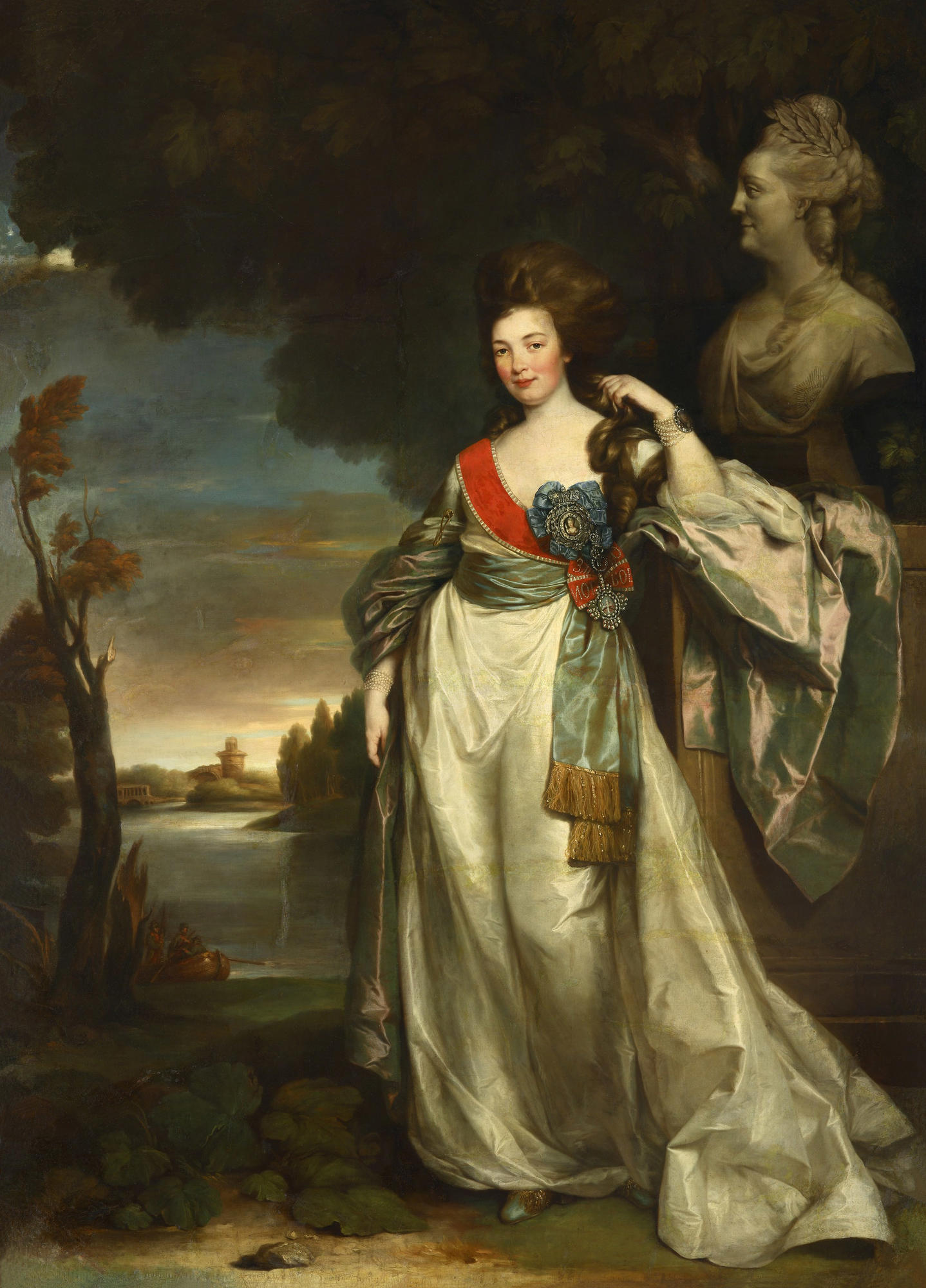
Олександра Браницька, Воронцовський палац в Алупці (художник Р. Бромптон)

Пам'ятник Олександрі Браницькій у Білій Церкві

Олександра — перша донька підполковника Василя Андрійовича Енгельгардта та його дружини Марфи Олександрівни, рідної сестри князя Григорія Потьомкіна.
10 (21) липня 1775 року 21-річна Олександра за заслуги свого дяді стала фрейліною при дворі російської імператриці Катерини II. 24 листопада (5 грудня) 1777 року їй надано звання камер-фрейліни.
12 (23) листопада 1781 року 27-річна Олександра стала дружиною Францішека Ксаверія Браницького (присутніми під час вінчання у церкві при царському дворі в Петербурзі були Катерина II та «названий батько» Микола Рєпнін). Того ж дня її оголосили статс-дамою. 20 березня (31 березня) 1787 року під час перебування в Києві Катерина II відзначила Олександру Браницьку орденом святої великомучениці Катерини. 3 листопада (15 листопада) 1807 року дочки Браницьких Софія та Єлизавета стали фрейлінами. 1 січня (13 січня) 1824 року Олександрі Василівні надали звання обер-гофмейстрини.
Дідичка Нігина з 1795 року.
Її коштом збудували костел Успіння Пресвятої Діви Марії в Умані та костел Святої Трійці у Ставищах.
Перед смертю спалила цінні родинні папери. Померла 15 серпня 1838 року в Білій Церкві, у віці 84 років.

## Пам'ять
11 травня 2014 року у дендропарку «Олександрія» встановлено Олександрі Браницькій пам'ятник. Відкриття прив'язали до поширеної легенди, що сам парк названий на її честь.

## Поширені чутки
За даними Генрика Мосцицького (пол. Henryk Mościcki), вона була позашлюбною первісткою великої княгині, майбутньої цариці Катерини та її коханця Сергія Салтикова, однак присутня під час пологів цариця Єлизавета наказала підмінити немовля, і породіллі сказали, що в неї народився хлопчик (насправді — невідомого походження), якого потім назвали Павлом. Офіційно ж її батьками вважалися Василь Енгельгардт (?—1794) та його дружина Марфа Олександрівна з Потьомкіних (пом. бл. 1767), рідна сестра Григорія Потьомкіна, фаворита та коханця Катерини II. Після смерті «матері» її виховувала «бабуся» Дарія Потьомкіна.